# 本妙寺 (京都市)

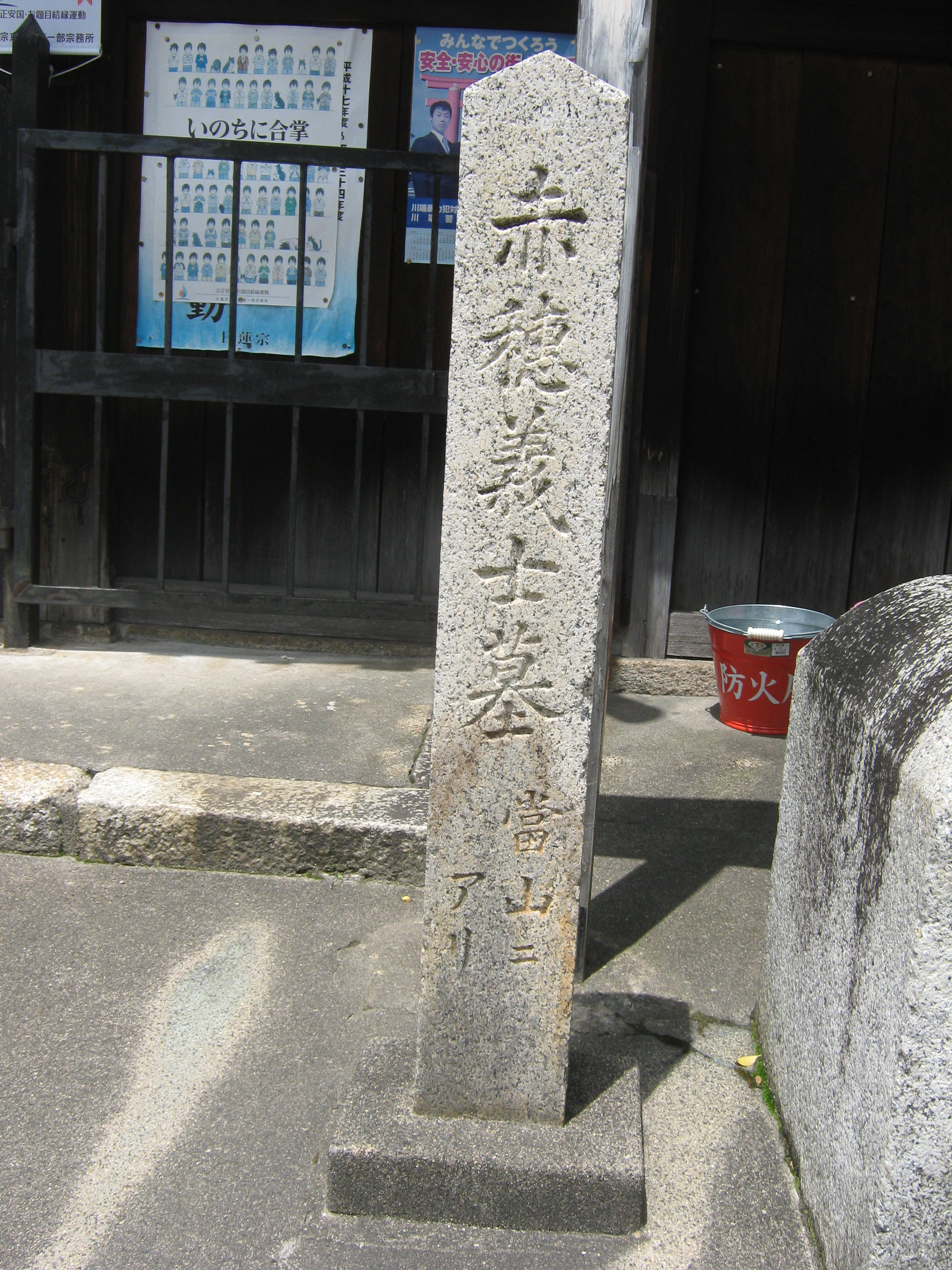
「赤穂義士墓　當山ニアリ」と書かれた碑

本妙寺（ほんみょうじ）は、京都府京都市左京区仁王門通東大路東入北門前町にある日蓮宗の寺院。山号は祥光山。旧本山は京都妙覚寺、奠師法縁（奠統会）。境内には赤穂浪士の吉田兼亮と兼貞父子、貝賀友信の墓があり、赤穂義士の寺と呼ばれる。 

## 歴史
正和4年（1315年）、日像が代官渡辺氏の邸宅に建てた持仏堂が起源である。天正2年（1574年）、日典により再興されるが、宝永5年（1708年）の宝永の大火で焼失した。現在の本堂は享保13年（1728年）の移転時に再建されたものである。

## その他
- 赤穂義士四十七士の木像や、貝賀弥左衛門の手槍、義士たちの手紙などを所蔵する。

## 参考資料
- 日蓮宗寺院大鑑編集委員会『宗祖第七百遠忌記念出版 日蓮宗寺院大鑑』大本山池上本門寺 (1981年)